# Équipe de Belgique de football en 1949
Maillots
Chronologie
Saison précédente Saison suivante
L'équipe de Belgique de football enregistre en 1949 un bilan plutôt positif avec quatre victoires, deux partages et une seule défaite, assez sévère il est vrai, en sept rencontres.

## Résumé de la saison
La saison débute très tôt dans l'année avec un nul arraché en seconde période face à l'Espagne en déplacement à Barcelone (1-1).
Les Belges s'inclinent ensuite à Gand face à la sélection officieuse néerlandaise des Zwaluwen (nl) (1-2) à l'occasion de la traditionnelle rencontre du Mardi gras, une partie jouée sous des conditions météorologiques dantesques et qui sanctionne la première victoire batave depuis la Seconde Guerre mondiale. Le même jour, une autre formation tricolore avait quant à elle pris la mesure d'une sélection londonienne (2-1) à Bruxelles.

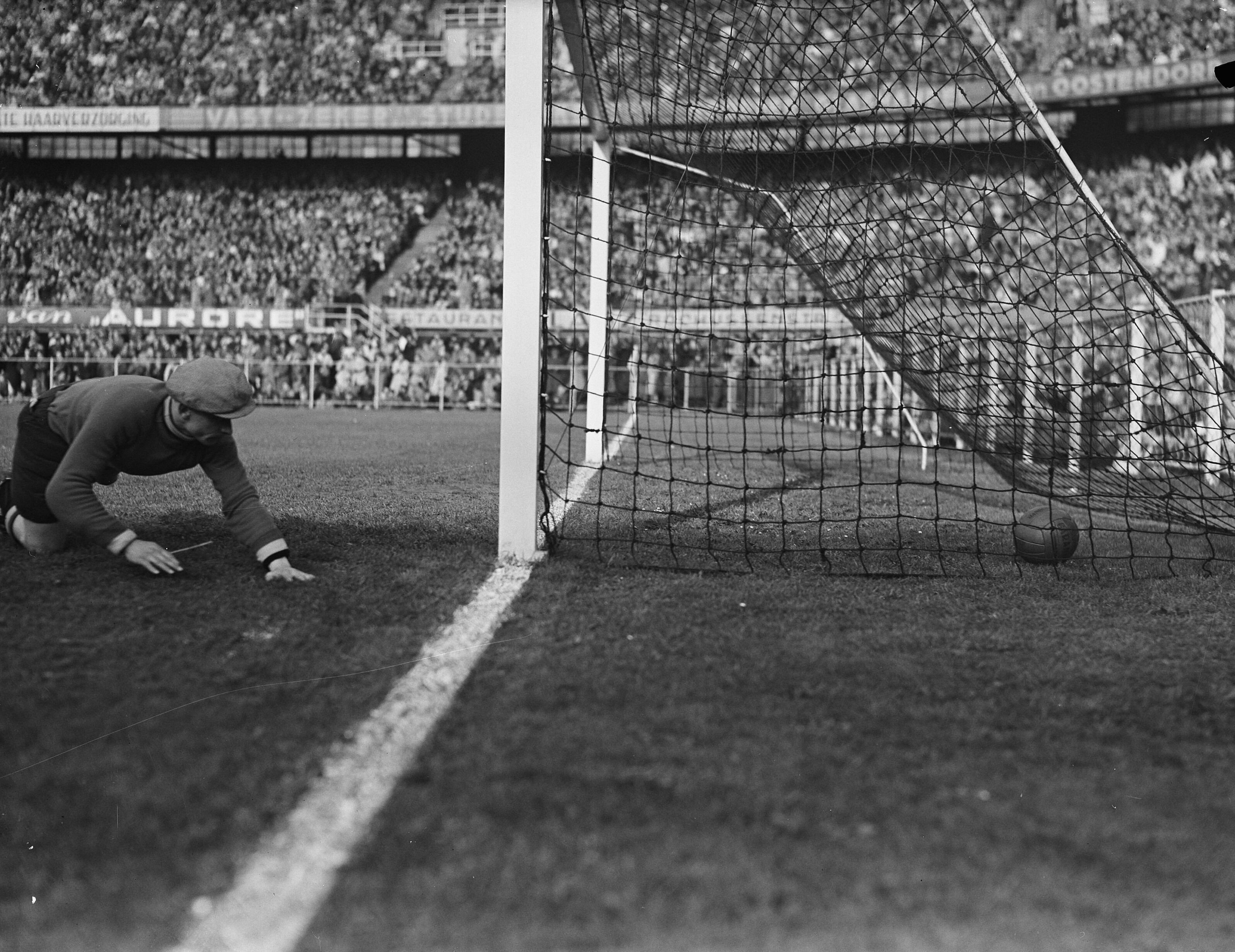
Les Zwaluwen égalisent, le portier belge est impuissant sur l'envoi de Faas Wilkes lors de la rencontre du 13 avril 1949.

Les Diables Rouges partagent l'enjeu à deux reprises avec les Pays-Bas, d'abord face à l'équipe A (3-3) quinze jours plus tard, le 13 mars, après avoir toutefois mené (2-0) à la pause mais avoir dû faire face au réveil du lion néerlandais en seconde mi-temps ; puis un mois après contre les Zwaluwen (2-2), le 13 avril, au terme d'une partie officieuse très moyenne qui aurait largement pu tourner à l'avantage des Belges si leurs attaquants avait eu la mire plus précise; avant d'enchaîner deux belles victoires de rang face à deux formations britanniques, l'Irlande fin avril à Dublin (0-2) et le Pays de Galles à domicile (3-1) fin mai.
Le tirage au sort du groupe qualificatif en vue de la première Coupe du monde d'après-guerre sourit aux Diables Rouges puisqu'ils sont versés dans la même poule que le Luxembourg et la Suisse. L'Union belge décide pourtant de déclarer forfait pour le Mondial brésilien, invoquant les séquelles de la guerre et estimant que le pays n'est pas prêt pour une telle aventure.
27 pays prirent part à ce tour préliminaire mais seuls 19 disputèrent les matchs proprement dits. En effet, outre la Belgique, la Birmanie, l'Inde, l'Autriche, l'Équateur, l'Indonésie, le Pérou et les Philippines déclarent forfait avant le début des préliminaires.
La double opposition prévue face aux Helvètes se résumera à une seule partie, amicale dès lors, disputée à Bruxelles et pliée en dix minutes par les Belges (3-0).
Au début de novembre, on salue enfin une victoire belge en Hollande (0-1), la première depuis 1933 soit seize ans de disette (!), grâce un but de Henri Govard à l'occasion de sa dernière sélection officielle.
La belle série des Diables Rouges initiée la saison précédente, le 6 juin 1948 face à la France, est cependant brutalement interrompue peu de temps après par un Pays de Galles revenchard et en état de grâce (5-1) lors de la dernière rencontre de l'année. Les seules lueurs de consolation dans la brume de la défaite furent la remarquable prestation du portier anderlechtois Henri Meert, sans qui l'addition aurait pu être encore plus salée, et le tout premier but international de Rik Coppens pour sa deuxième sélection.

## Les matchs
| Match amical                                                    | Espagne   | 1 - 1   | Belgique       | Estadi Olímpic de Montjuïc Barcelone, Espagne     |                                                   |
| 2 janvier 1949 · 15:30 heure locale · Historique des rencontres | Silva 29e | (1 – 0) | H. Coppens 61e | Spectateurs : 62 000 Arbitrage : Generoso Dattilo | Spectateurs : 62 000 Arbitrage : Generoso Dattilo |
| 2 janvier 1949 · 15:30 heure locale · Historique des rencontres | Rapport   |         |                | Spectateurs : 62 000 Arbitrage : Generoso Dattilo | Spectateurs : 62 000 Arbitrage : Generoso Dattilo |

| Match amical                                                  | Pays-Bas                     | 3 – 3   | Belgique                                      | Stade olympique Amsterdam, Pays-Bas           |                                               |
| 13 mars 1949 · 14:30 heure locale · Historique des rencontres | Clavan 53e · Brandes 59e 86e | (0 – 2) | Möring (nl) 3e (csc) · Mermans 21e 90e (pen.) | Spectateurs : 60 000 Arbitrage : John Nilsson | Spectateurs : 60 000 Arbitrage : John Nilsson |
| 13 mars 1949 · 14:30 heure locale · Historique des rencontres | Rapport                      |         |                                               | Spectateurs : 60 000 Arbitrage : John Nilsson | Spectateurs : 60 000 Arbitrage : John Nilsson |

| Match amical                                                   | République d'Irlande | 0 - 2   | Belgique                      | Dalymount Park Dublin, Irlande               |                                              |
| 24 avril 1949 · 15:30 heure locale · Historique des rencontres |                      | (0 – 0) | Lemberechts 54e · Mermans 84e | Spectateurs : 28 018 Arbitrage : Victor Sdez | Spectateurs : 28 018 Arbitrage : Victor Sdez |
| 24 avril 1949 · 15:30 heure locale · Historique des rencontres | Rapport              |         |                               | Spectateurs : 28 018 Arbitrage : Victor Sdez | Spectateurs : 28 018 Arbitrage : Victor Sdez |

| Match amical                                                 | Belgique                     | 3 - 1   | Pays de Galles | Stade Maurice Dufrasne Liège, Belgique     |                                            |
| 22 mai 1949 · 15:00 heure locale · Historique des rencontres | Govard 13e 35e · De Hert 43e | (2 – 0) | Ford 60e       | Spectateurs : 19 079 Arbitrage : Léon Boes | Spectateurs : 19 079 Arbitrage : Léon Boes |
| 22 mai 1949 · 15:00 heure locale · Historique des rencontres | Rapport                      |         |                | Spectateurs : 19 079 Arbitrage : Léon Boes | Spectateurs : 19 079 Arbitrage : Léon Boes |

Note : Première rencontre officielle entre les deux nations.
| Match amical                                                    | Belgique                         | 3 - 0   | Suisse | Stade du Heysel Laeken, Belgique                |                                                 |
| 2 octobre 1949 · 15:00 heure locale · Historique des rencontres | Verbruggen 61e 68e · Mermans 71e | (0 – 0) |        | Spectateurs : 49 844 Arbitrage : Jan Bronkhorst | Spectateurs : 49 844 Arbitrage : Jan Bronkhorst |
| 2 octobre 1949 · 15:00 heure locale · Historique des rencontres | Rapport                          |         |        | Spectateurs : 49 844 Arbitrage : Jan Bronkhorst | Spectateurs : 49 844 Arbitrage : Jan Bronkhorst |

| Match amical                                                     | Pays-Bas | 0 – 1   | Belgique   | Stade de Feyenoord Rotterdam, Pays-Bas        |                                               |
| 6 novembre 1949 · 14:30 heure locale · Historique des rencontres |          | (0 – 1) | Govard 22e | Spectateurs : 63 000 Arbitrage : Arthur Ellis | Spectateurs : 63 000 Arbitrage : Arthur Ellis |
| 6 novembre 1949 · 14:30 heure locale · Historique des rencontres | Rapport  |         |            | Spectateurs : 63 000 Arbitrage : Arthur Ellis | Spectateurs : 63 000 Arbitrage : Arthur Ellis |

| Match amical                                                      | Pays de Galles                                | 5 - 1   | Belgique       | Ninian Park Cardiff, Pays de Galles           |                                               |
| 23 novembre 1949 · 14:30 heure locale · Historique des rencontres | Paul 18e · Ford 24e 37e 49e · Clarke (en) 30e | (4 – 0) | R. Coppens 90e | Spectateurs : 27 998 Arbitrage : Henry Pearce | Spectateurs : 27 998 Arbitrage : Henry Pearce |
| 23 novembre 1949 · 14:30 heure locale · Historique des rencontres | Rapport                                       |         |                | Spectateurs : 27 998 Arbitrage : Henry Pearce | Spectateurs : 27 998 Arbitrage : Henry Pearce |

## Les joueurs
| Joueurs                   | Joueurs                | Amical | Amical | Amical | Amical | Amical | Amical | Amical |
| ------------------------- | ---------------------- | ------ | ------ | ------ | ------ | ------ | ------ | ------ |
| Gardiens de but           |                        |        |        |        |        |        |        |        |
| Henri Meert               | RSC Anderlechtois      | 90     | 90     | 90     | 90     | 90     | 90     | 90     |
| Richard Gedopt            | Royal Antwerp FC       | r      |        |        |        |        |        |        |
| François Daenen           | Royal Tilleur FC       |        | r      | r      | r      |        | r      | r      |
| Ferdinand Boogaerts       | Standard de Liège      |        |        |        |        | r      |        |        |
| Défenseurs                |                        |        |        |        |        |        |        |        |
| Léon Aernaudts            | K Berchem Sport        | 90     | 90     | 90     | 90     | 90     | 90     | 90     |
| Jean Valet                | RSC Anderlechtois      | r      |        | r      | r      | r      | r      | r      |
| René Gillard              | Standard de Liège      |        | 90     | 90     | 90     | 90     | 90     | 90     |
| Frans Hendrickx           | K Lyra                 |        | r      |        |        |        |        |        |
| Willy Saeren              | RFC Liégeois           |        |        | r      |        |        |        |        |
| Fernand Blaise            | Standard de Liège      |        |        |        | r      |        |        |        |
| Arsène Vaillant           | RSC Anderlechtois      |        |        |        |        | r      | r      | r      |
| Milieux                   |                        |        |        |        |        |        |        |        |
| Louis Carré               | RFC Liégeois           | 90     | 90     |        | 90     | 90     | 90     | 90     |
| Victor Mees               | Royal Antwerp FC       | 90     | 90     | 90     |        | 90     | 90     | 90     |
| Jules Henriet             | R Charleroi SC         | 90     | 90     | 90     |        |        |        |        |
| Jan Van Der Auwera        | Racing Club de Malines | r      |        | 90     | 90     | 90     | 90     | 90     |
| Théo Lacroix              | RFC Liégeois           |        |        |        |        |        |        | 90,    |
| Attaquants                |                        |        |        |        |        |        |        |        |
| Léopold Anoul             | RFC Liégeois           | 90     |        |        |        |        |        | 90     |
| Victor Lemberechts        | RFC Malinois           | 90     | 90     | 90     | 90     | 90     | 90     |        |
| Henri Coppens             | RFC Malinois           | 90     |        | 90     | 90     | 90     | 90     |        |
| Jef Mermans               | RSC Anderlechtois      | 42e    | 90     | 90     | 90     | 90     | 90     | 90     |
| Albert Dehert             | K Berchem Sport        | 90     |        |        | 90     | 28e    |        | 90     |
| René Thirifays            | R Charleroi SC         | 90     | 90     | 90     |        |        |        |        |
| Michel Van Vaerenbergh    | RSC Anderlechtois      | 42e    |        |        |        |        |        |        |
| Henri Govard              | RFC Liégeois           |        | 90     | r      | 90     |        | 90     |        |
| Rik Coppens               | R Beerschot AC         |        | 90     |        |        |        |        | 90     |
| August Van Steelant       | St-Niklaasse SK        |        | r      |        |        |        |        |        |
| Frédéric Chaves d'Aguilar | ARA La Gantoise        |        |        | 90     | 90     | 90     | 90     |        |
| Louis Verbruggen          | Royal Antwerp FC       |        |        |        |        | 28e ,  | r      |        |

Un « r » indique un joueur qui était parmi les remplaçants mais qui n'est pas monté au jeu.
1. 1 2 3 4 5 6 7  Première sélection officielle pour le joueur.
2. 1 2 3 4 5 6 7  Dernière sélection officielle pour le joueur.
3. 1 2 3  Premier but officiel pour le joueur.

## Sources